# Dinkelmühle (Rüdenhausen)
Die Dinkelmühle ist eine Einöde auf der Gemarkung des Marktes Rüdenhausen im unterfränkischen Landkreis Kitzingen.

## Geografische Lage
Die Dinkelmühle liegt im äußersten Südwesten des Rüdenhäuser Gemeindegebiets am Gründleinsbach. Im Norden liegt Rüdenhausen, im Osten und Süden beginnt das Gemeindegebiet von Castell. Entlang des Gründleinbachs liegen Trautberg und die Geiersmühle der Dinkelmühle am nächsten. Westlich, getrennt durch den Gründleinsbach, beginnt die Gemarkung von Wiesenbronn. Im Norden, auf Rüdenhäuser Seite, steht die Eselsmühle.

## Geschichte
Wie die Rüdenhäuser Bodenmühle am Schirnbach wurde die Dinkelmühle im 16. Jahrhundert errichtet. Erster Müller war 1557 Hans Schleuser, der die Mühle von den Grafen zu Castell als Lehen erhielt. Die Mühle erhielt ihren Namen von einem Flurstück in unmittelbarer Umgebung, dem Dinkelbuck (-buckbedeutet Hügel). Im 18. Jahrhundert errichtete man die Gebäude neu. Die Mühlenanlage ist als Baudenkmal eingeordnet.

## Sage
In der Dinkelmühle lebte einst ein Müller mit seiner Frau. Das Paar hatte einen Sohn. Eines Nachts überfielen fremde Kriegshorden die Mühle und verschleppten das Kind. Das Ehepaar führte daraufhin die Mühle allein weiter, bis eine große Dürre und eine Seuche ausbrach. Die Mühle wurde immer weniger gebraucht, lediglich der Dinkel wurde dort noch gemahlen. In diesen Notzeiten begann der Müller sogar die wenigen Vorräte aufzubrauchen.
Eines Abends kletterte der Mann wieder in den Mahlboden. Da entdeckte er ein kleines Männlein sitzen, das hungrig auf das wenige Mahlgut schaute. Der Müller erschrak und floh. Am nächsten Morgen erzählte er seiner Frau die Geschichte und die beiden vereinbarten, dem kleinen Männlein von ihren wenigen Rücklagen abzugeben. Die Frau nähte kleine Säckchen und jeden Morgen füllte der Müller Kleie hinein. Das Männchen nahm täglich die Gabe an sich und entlohnte den Müller mit einer ausländischen Münze.
Die Notzeit ging vorüber und das kleine Männlein kam immer seltener zu den Müllersleuten. Bald aber wurde der Müller sehr krank und seine Frau konnte das Mehl nicht mehr mahlen. Da kehrte das Männlein zurück und mahlte das Korn für das Müllerspaar. Das Brot der Dinkelmühle wurde berühmt und der Mann wurde gesundgepflegt. Eines Tages kehrte sogar der verschleppte Sohn aus der Gefangenschaft zurück. Aus Dankbarkeit gegenüber dem Männchen schnitzte man oberhalb vom Mahlwerk der Mühle ein Bildnis.